# Cheng Nga Ching
Cheng Nga-Ching, (chinois traditionnel : 鄭雅晴 ; pinyin : Chén Hàolíng), née le 24 janvier 2000 à Hong Kong, est une joueuse professionnelle de squash représentant Hong Kong. Elle atteint en janvier 2024 la 60e place mondiale sur le circuit international, son meilleur classement. 